# Chiesa di Santa Maria Assunta della Pianta
La chiesa di Santa Maria Assunta della Pianta, precedentemente nota come Santa Maria in Trentola, è una chiesa parrocchiale del comune di Forlì e della Diocesi di Forlì-Bertinoro, che sorge in località la Pianta, a 2,6 km dal centro cittadino. Ha origini antiche, ma l'assetto attuale deriva da trasformazioni operate nel tempo che le danno uno stile globalmente eclettico di sapore neo-medievale.

## Storia

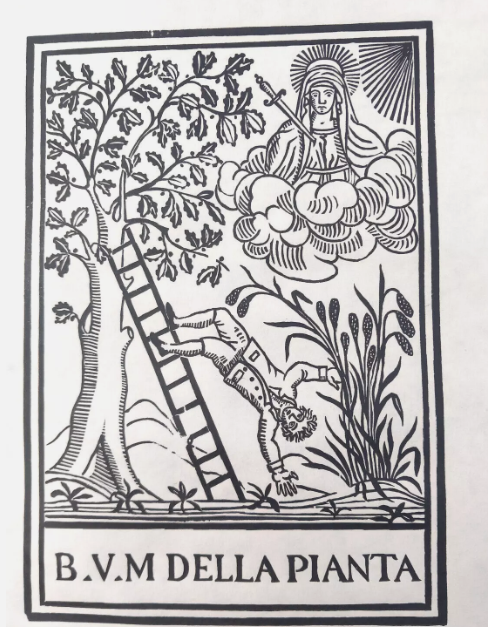
Xilografia che raffigura il miracolo della Beata Vergine della Pianta, Forlì

Il nome originario della chiesa, Santa Maria in Trentola, si riferiva alla centuriazione romana. Con questo appellativo la si trova citata insieme ad altre chiese della zona (Coriano e San Giorgio) come cappella, in un documento del 1160 quando viene specificato che il vescovo Alessandro di Forlì dona all'abate Gervasio di San Mercuriale le cappelle suddette. La dipendenza dall'abbazia, però, risalirebbe già a trent'anni prima, dato che un documento cita un Viviano Pedriolo che avrebbe ceduto l'edificio all'abbazia prima ancora della donazione ufficiale del vescovo.
Il nome "Pianta", acquisito nel XVI secolo, che deriva dalla zona in cui la chiesa si trova, potrebbe avere due origini: Ettore Casadei, nella guida di Forlì del 1928, ricorda che nella zona era presente una grande quercia, abbattuta nel 1880. Si può pensare che questo albero, probabilmente secolare, venisse usato per definire il luogo o anche un confine e dunque avesse dato il nome a una zona fuori le mura di Forlì e per estensione anche alla chiesa. Un'alternativa potrebbe essere legata a un evento miracoloso, ricordato anche da una xilografia, che illustra un miracolo operato dalla Madonna nei confronti di un uomo molto devoto rimasto illeso dopo essere caduto da una pianta su cui stava lavorando. Una volta che diviene prevalente il toponimo Pianta decade la dicitura Trentola, che passa a definire un'altra chiesa, più verso Barisano, in località San Giorgio, nota come San Giorgio in Trentola. Nella Descriptio provinciæ Romandiolæ del 1371 la zona viene definita Plancola , che sembra legato al termine Pianta. Questo termine indica nel Quattrocento un luogo di culto non più identificabile, definito Sant'Ellero in Plancola, che, pur nel territorio di Forlì, apparteneva alla diocesi di Bertinoro (oggi le due diocesi sono unite).
La storia della chiesa di Santa Maria Assunta della Pianta è legata strettamente a quella di un ospedale, inteso in senso di luogo di ricovero per i viaggiatori. La zona vicina a quella che oggi viene chiamata Pianta, conserva il nome di Ospedaletto: il diminutivo probabilmente si riferisce al fatto che viene declassato nel Cinquecento. Non esiste più alcun edificio identificabile nemmeno con i resti di questo antico ospizio, ma la zona definita Ospedaletto è ancora un centro nevralgico di smistamento di strade, come doveva essere in passato. L'antico ospedale era chiamato hospitale Sancti Acurimberti ed era dedicato quindi a Sant'Acurimberto, probabilmente da identificare con San Cuniberto, monaco a Bobbio, a cui però vengono sempre più nel tempo associati anche Sant'Andrea e San Colombano. Questi tre santi sono tutti legati allo stesso San Colombano, fondatore dell'abbazia di Bobbio e con il tempo San Colombano rimane unico dedicatario dell'ospedale forlivese. Da questo ospedale viene l'affresco quattrocentesco con l'effige della Madonna chiamata Santa Maria del Popolo prima e Santa Maria del Fiore poi conservato nella chiesa dei cappuccini in via Ravegnana, oggi chiesa di Santa Maria del Fiore.
Nel 1504 la zona della Pianta viene citata in quanto presa d'assedio da Ludovico Ordelaffi che cerca di riconquistare Forlì, mentre in anni successivi la si cita a propositi di dissidi sui confini con la parrocchia di San Biagio, estesa fin oltre le antiche mura.
Nel 1922 il parroco Mario Bondini fa rinnovare la facciata e innalzare il campanile, mentre fra il 1931 e il 1940 vengono realizzate le decorazioni pittoriche interne da Cesare Secchi e Cesare Camporesi.
Nel 1943 viene realizzato un asilo dedicato a Santa Maria Ausiliatrice gestito da cinque religiose salesiane guidate da suor Gisella Marchiol, ma questo viene distrutto nel bombardamento alleato del 1944, che danneggia anche il tetto della chiesa. Nel 1949 il complesso viene ricostruito.
Nel 2001 sono stati eseguiti importanti interventi di restauro.

## Descrizione

### Esterno

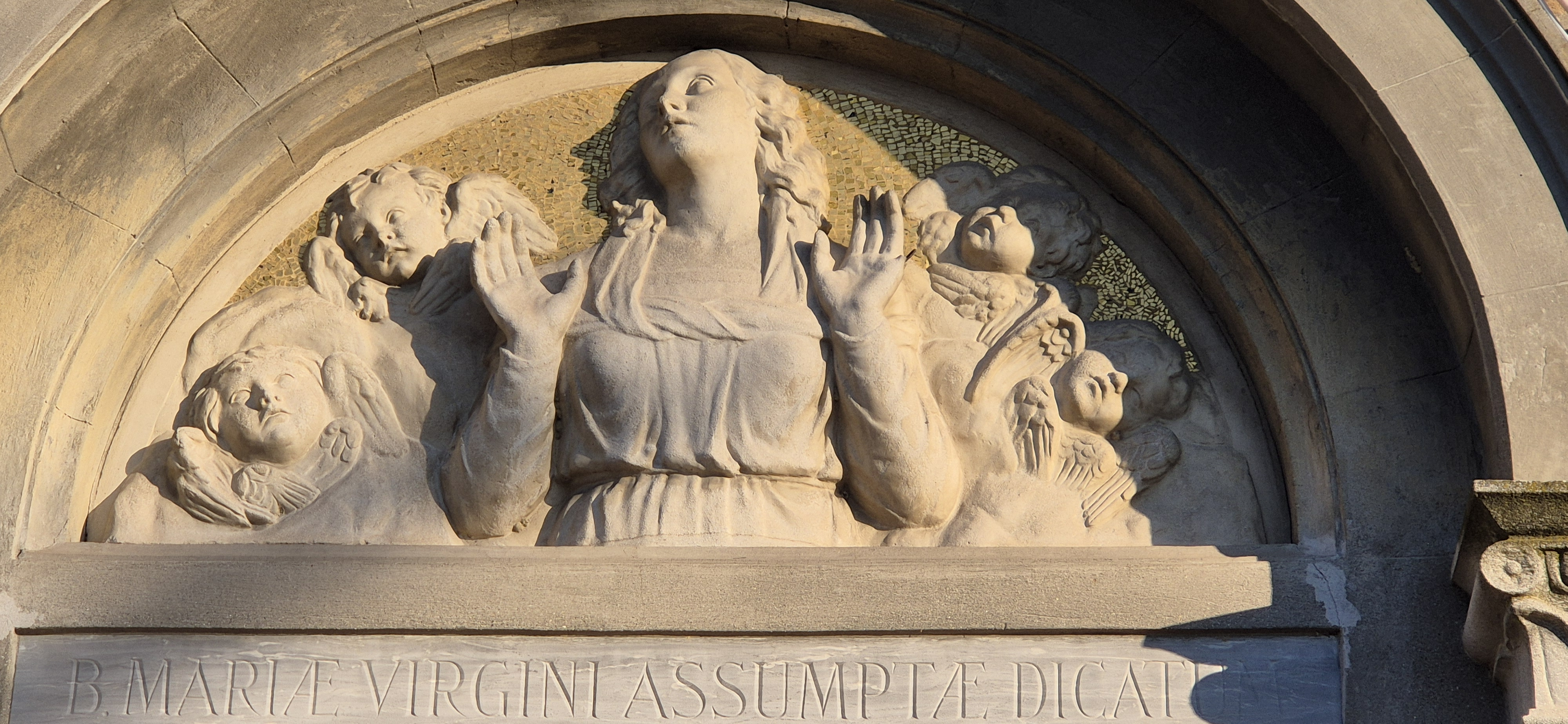
Lunetta della chiesa di Santa Maria Assunta della Pianta, Forlì

La facciata presenta forme armoniche e semplici che mescolano in maniera eclettica vari stili dal romanico padano per l'uso dei mattoni, al rinascimentale per la decorazione scultorea al Neoclassico per la presenza di elementi come archi, frontone e lesene corinzie. La struttura appare costruita da un sapiente abbinamento fra elementi curvi (la trifora e i tre archi) e retti (frontone dentellato, marcapiani, lesene). 

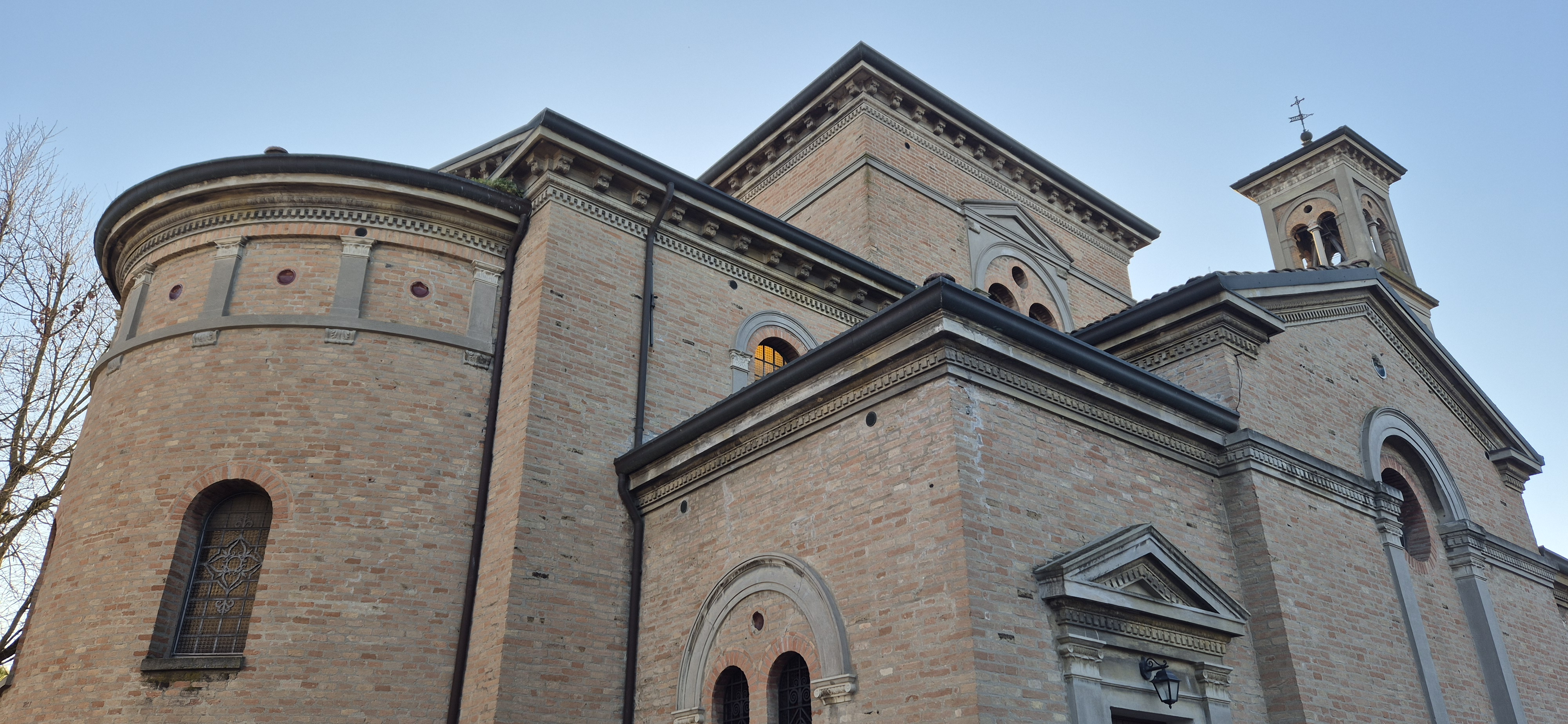
Chiesa di Santa Maria Assunta della Pianta, Forlì (prospetto laterale)

Nella lunetta sopra il portale e nel fregio sono presenti elementi decorativi scultorei realizzati nel corso degli interventi novecenteschi. Essi rappresentano l'immagine della Vergine a mezzobusto mentre viene assunta in cielo circondata da angeli con uno sfondo realizzato in mosaico dorato (lunetta) e dei clipei con gli animali simboli degli Evangelisti (fregio).
Anche i prospetti laterali si presentano articolati e formati dall'assemblaggio di vari volumi di forme e linearità diverse, come il cilindro dell'abside associato ai parallelepipedi del campanile o delle cappelle laterali. La prevalenza del mattone a vista è associata a elementi decorativi che profilano bordi e finestre di colore bianco, come tipico del Romanico padano.

### Interno

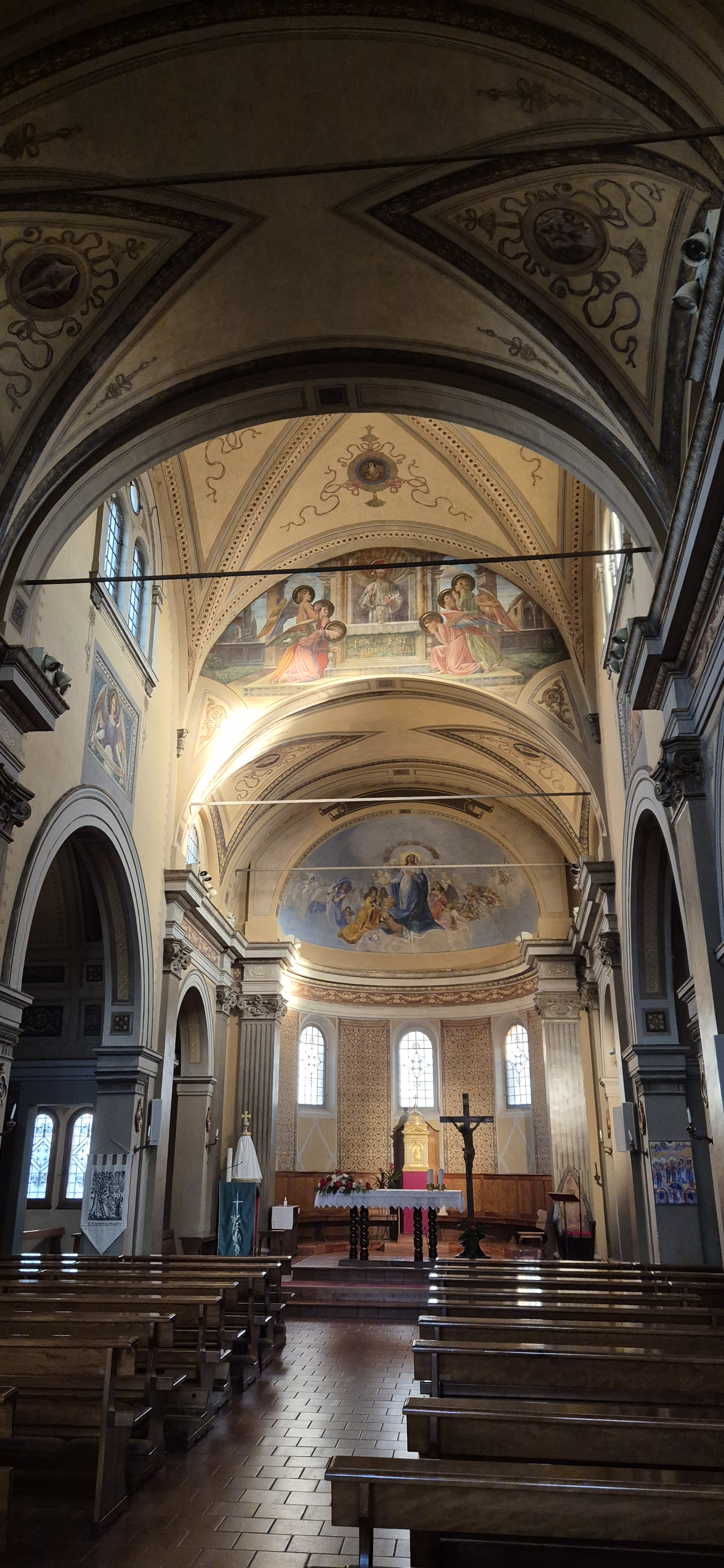
Chiesa di Santa Maria Assunta della Pianta, Forlì (interno)

L'interno è scandito da spazi vari e compositi e, nonostante la chiesa sia piccola e a una sola navata, si ha l'impressione di un ambiente complesso e dinamico. 
Sia sul lato destro che su quello sinistro si trovano aperture verso cappelle laterali, altri ambienti o nicchie contenenti statue, inoltre prima dell'arco trionfale il soffitto si innalza, e presenta delle finestre che rendono più luminosa la chiesa a partire da un certo punto. L'ambiente si abbassa di nuovo oltre l'arco trionfale, nella zona del presbiterio, anch'esso luminoso per l'apertura di varie finestre nell'abside.
I colori di base prevalenti sono il giallo chiaro per la struttura e il grigio per le profilature e le decorazioni architettoniche. Le finestre, pur non essendo policrome, rimandano a forme medievaleggianti, come le decorazioni a finti drappi. 

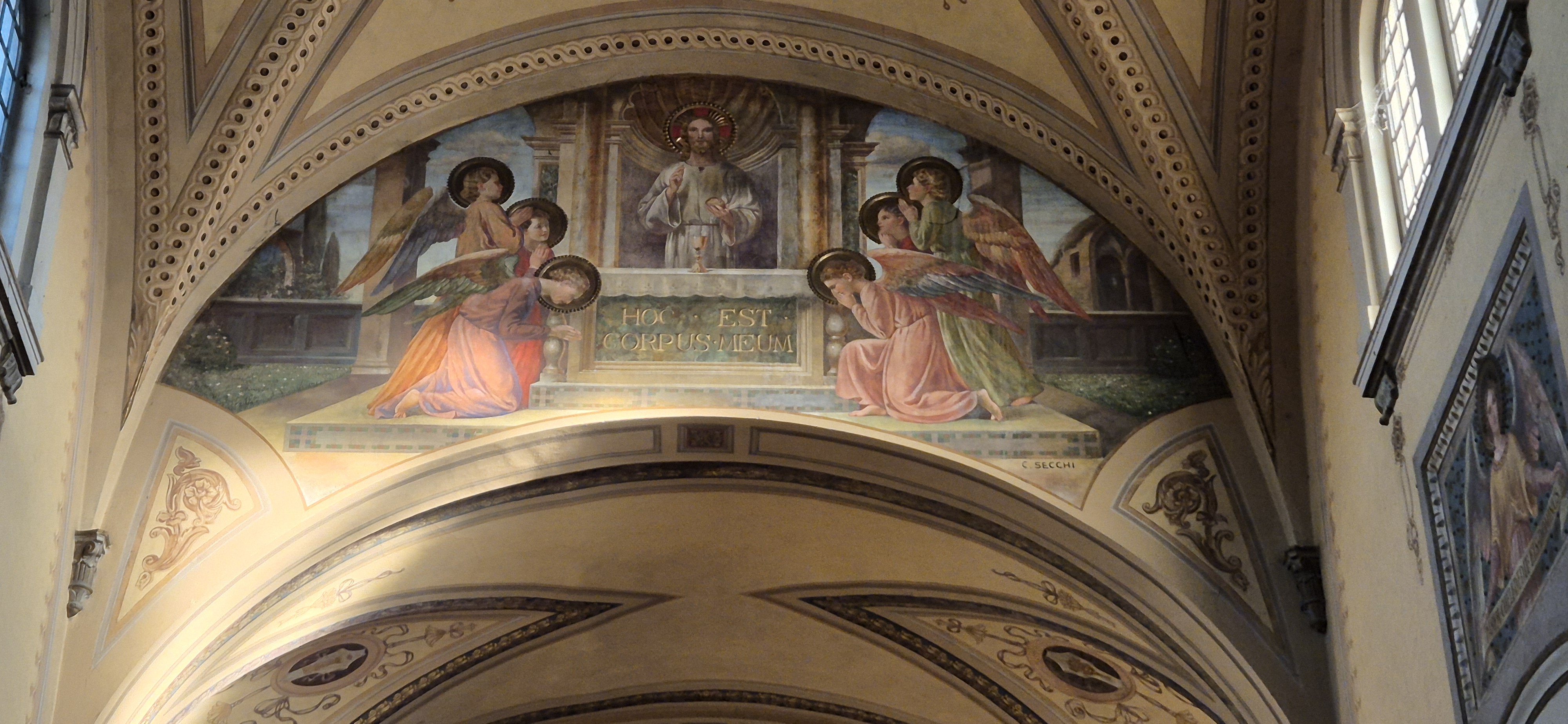
Cesare Secchi, Decorazione dell'arco absidale della Chiesa di Santa Maria Assunta della Pianta (Forlì)

La decorazione pittorica prevede nel catino absidale l'Assunzione della Vergine. Sull'arco trionfale si trova un dipinto di Cesare Secchi che raffigura l'Eucarestia. Gesù a mezzo busto inserito in una nicchia dalle forme classiche mostra con gesto benedicente il pane e il calice del vino. L'altare sottostante reca la scritta latina HOC EST CORPUS MEUS. Tre angeli per parte disposti in maniera simmetrica creano con gesti vivaci un effetto di festoso movimento. L'ambiente prospettico è reso in maniera perfetta riproducendo un ambiente medievaleggiante. I colori sono chiari e ricchi. Sempre realizzato da Cesare Secchi si ha un dipinto con il Battesimo di Cristo e due angeli che reggono due cartigli sotto alle finestre.